# Ciencias forenses en la antigüedad

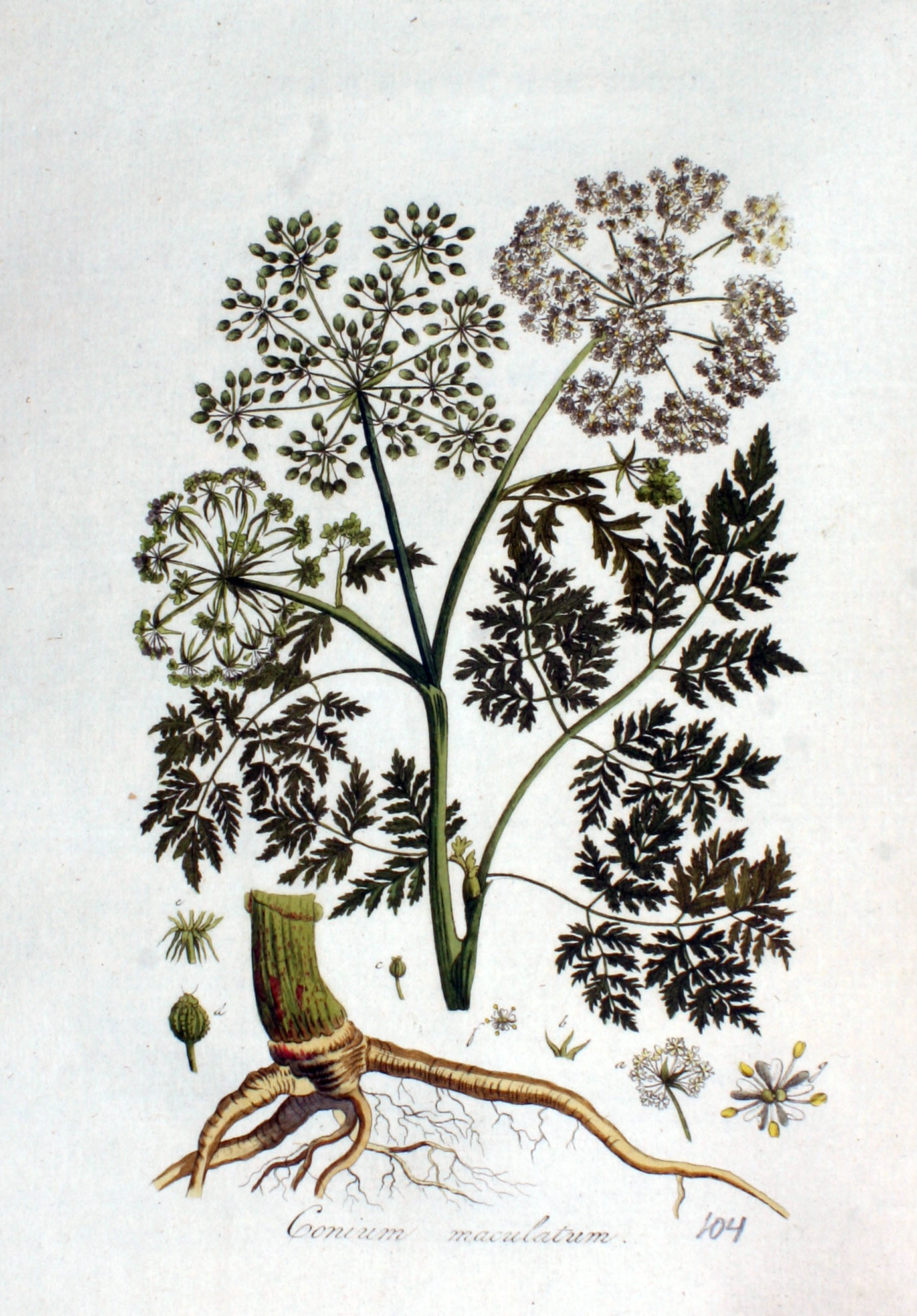
La cicuta era bien conocida en el mundo antiguo como veneno.

El mundo antiguo carecía de prácticas habituales de ciencias forenses, lo cual favorecía a los criminales para eludir el castigo. Las investigaciones y los juicios dependían de juramentos, confesiones y testimonios de testigos. En los tiempos en que la diferencia entre la ciencia y ciertos fenómenos como la religión, la magia y la superstición aún no se distinguía, algunas civilizaciones usaban prácticas como las ordalías para determinar si los acusados eran culpables o inocentes.
Sin embargo, las fuentes antiguas tienen muchos registros de técnicas que presagian los conceptos de las ciencias forenses, que fueron posibles gracias a la revolución científica que ocurrió siglos después. Antes del método científico, estas técnicas no se basaban en la comprensión científica del mundo en el sentido moderno, sino más bien en el sentido común y en la experiencia práctica.
Por otro lado, el desarrollo de una forma precisa de medir la densidad por Arquímedes marca un momento crucial en el uso de métodos objetivos, no solo en las ciencias forenses, sino también en las ciencias físicas.

## Métodos físicos

Es posible que Arquímedes empleara su principio de flotabilidad para determinar si la corona dorada era menos densa que el oro puro.

En el relato de Eureka, que se cuenta de Arquímedes (287–212 a. C.), en el cual, al comparar las mediciones del desplazamiento del agua y el peso de una corona, el filósofo probó que la corona no era de oro puro, es el precursor directo de las técnicas modernas de la ingeniería forense. El caso marca un punto crítico cuando los métodos cuantitativos pasan a ser fundamentales, además de establecer los conceptos de densidad, flotabilidad, fuerza y equilibrio.
El primer ejemplo registrado de odontología forense podría ser el de Agripina, madre del emperador romano Nerón, la cual ordenó que le llevaran la cabeza de su enemiga Lolia Paulina para verificar su muerte. Aunque el rostro estaba deformado a tal punto de ser irreconocible, Agripina pudo reconocer un diente frontal colorido característico que había visto antes en la boca de Lolia.
La historia del shibboleth del Antiguo Testamento, en la cual la triunfante tribu Galaad identificó (y asesinó) a la vencida tribu de Efraín porque no podían pronunciar bien la palabra «shibboleth», presagia las técnicas modernas de reconocimiento de voz.

## Detección de mentiras
En la cultura jurídica donde la evidencia consistía casi solo de juramentos y testimonios, descubrir quién decía la verdad era muy importante. Si bien las ordalías se usaban muchas veces, algunas técnicas de detección de mentiras dependían únicamente de observar el comportamiento de los sospechosos.
Cerca del 500 a. C., en la antigua India, los sacerdotes ponían a prueba a los sospechosos de robo al dejarlos dentro de carpas oscuras junto a burros que tenían las colas cubiertas de hollín. Se les decía a los sospechosos que los burros rebuznarían si los tocaban ladrones, y que tenían que tirar la cola de los animales. Aquellos que salieron de la carpa con las manos limpias (lo que quiere decir que no se atrevieron a tocar a los animales por miedo a ser descubiertos como ladrones por el rebuzno de los burros) se les consideraba culpables.
Otra técnica empleada en la antigua China se parece a las pruebas modernas de polígrafo, porque también dependía de las reacciones fisiológicas. En la boca de los sospechosos se introducía arroz seco. Se les consideraba culpables si, al escupirlo, les quedaba arroz pegado en la lengua. Las personas estresadas suelen tener seca la boca y no pueden producir saliva suficiente para escupir todo el arroz, y una persona culpable supuestamente estaría más estresada que alguien inocente en tal situación.
La historia hebrea de Susana describe el uso de la interrogación de dos testigos por separado, dando como resultado que se contradicen entre sí y se revela la falsedad de sus acusaciones contra Susana.

## Documentos y huellas
En las sociedades donde la mayoría de las personas eran analfabetas, a menudo se falsificaban los documentos, y métodos para detectar y prevenir fraudes eran muy solicitados. En la antigua Roma, las autoridades contrataban expertos en análisis caligráficos para comparar el estilo de escritura de los escribas y así detectar falsificaciones.
Las personas de la antigüedad eran conscientes de las huellas dactilares, y puede que hayan sabido que cada persona tiene un diseño único de huellas. Sin embargo, no usaron este conocimiento para investigaciones criminales (como en la dactiloscopia moderna). No obstante, en el siglo I a. C., el abogado romano Quintiliano logró que absolvieran a su cliente del cargo de homicidio al mostrar que la mano del sospechoso no coincidía con la huella sangrienta que había en el lugar del asesinato.
Las huellas se usaban frecuentemente para la identificación. Ya en el 2000 a. C., en Babilonia, las huellas dactilares y de las manos se aceptaban como firmas.

## Evidencia médica
Los médicos de la antigüedad a menudo participaban en investigaciones criminales, en parte debido a sus relaciones con los gobernantes. En el siglo IV a. C., Hipócrates recomendaba que los médicos aprendieran a reconocer lesiones y envenenamientos cometidos por criminales.
Está comprobado que las autopsias que buscaban determinar la causa de muerte existían desde al menos la primera parte del tercer milenio a. C., aunque muchas sociedades antiguas se oponían a estas ya que creían que la desfiguración de los fallecidos impedía que entraran al más allá. Algunos destacados patólogos forenses griegos fueron Erasístrato y Herófilo de Calcedonia, quienes vivieron en Alejandría en el siglo III a. C., pero en general, en la antigua Grecia, las autopsias eran poco frecuentes. En particular, en el año 44 a. C., Julio César fue objeto de una autopsia oficial después de su asesinato por senadores rivales. El informe del médico mencionaba que, de las puñaladas que recibió César, la mortal fue la segunda. Algunos historiadores creen que la palabra «forense» en sí está relacionada con la autopsia realizada después del asesinato de César en el Foro Romano.
Los médicos de la antigüedad no podían establecer con facilidad el envenenamiento como causa de muerte, porque los síntomas con frecuencia eran similares a los de las convulsiones naturales. Aunque los venenos fueron tema de interés para los científicos de la antigüedad, los métodos de análisis que idearon seguían siendo simples. Muchos de estos se recopilaron en las obras del renombrado médico y poeta Nicandro de Colofón (aprox. 200 a. C.), pero sus obras se publicaron por primera vez en 1499.